# アイエスジャパン
株式会社アイエスジャパンは細胞培養用の培地・試薬製品の輸出入や製造販売を行っていた日本のメーカーである。

## 概要
当社はアメリカのIrvine Scientific Sales Company, Inc（IS社）と当時の日本鉱業との合弁会社として設立された。
医薬品製造用培地（CHO細胞培養用など）やAssisted Reproductive Technology（ART：体外受精等の生殖補助技術）に用いられる培地、試薬、不妊治療関連製品（胚移植カテーテル等）を日本国内で販売していた。
親会社は幾度かの統合を経てJXTGエネルギーとなり、引き続き同社のグループ会社に属していたが、2018年3月29日にJXTGホールディングスの完全子会社であるJX Holdings（U.S.A）の傘下であったIS社と共に富士フイルムへ事業譲渡することが発表された。米国時間の同年6月1日に買収手続きが完了し、IS社はFUJIFILM Holdings America Corporationの完全子会社に、当社は富士フイルムの完全子会社となった。また、買収に伴いIS社はFUJIFILM Irvine Scientificに社名変更した。
2019年4月1日、富士フイルム和光純薬に統合され、解散した。